# Corneli Servi
Corneli Servi (en llatí Cornelius Servius) va ser un jurista romà que va treballar per l'emperador Hadrià, juntament amb Salvi Julià i altres juristes. Era un dels recopiladors i arranjadors de l'anomenat "edicte perpetu", que recollia les sentències dels juristes i l'utilitzaven els pretors i els jutges.
A la grecoromana Epitome Legum, un recull jurídic fet per un tal Embatus l'any 945 fa menció de Corneli Sever, i explica el seu paper en la compilació.